# پورتو ریل
پورتو ریل (تلفظ پرتغالی:[ˈpoʁtu ʁeˈaw]) یک شهر واقع در ایالت ریو دو ژانیرو برزیل است. جمعیت آن ۱۴٬۸۲۰ (۲۰۰۵) و مساحت آن نیز ۵۱ کیلومتر مربع می‌باشد.